# Bashir Humphreys
Bashir Humphreys (* 15. März 2003 in Exeter) ist ein englischer Fußballspieler. Der Abwehrspieler ist seit 2024 für den FC Burnley aktiv und ehemaliger Nachwuchsnationalspieler.

## Karriere

### Verein
Nach seinen Anfängen in der Jugend des FC Reading wechselte er im Sommer 2019 in die Jugendabteilung des FC Chelsea. Dort kam er unter anderen zu einem Spiel in der Saison 2019/20, zu zwei Spielen in der Saison 2021/22 und zu vier Spielen in der Saison 2022/23 in der UEFA Youth League. Ab Dezember 2022 erfolgten auch seine ersten Kadernominierungen für die Profimannschaft in der Premier League, ohne eingesetzt zu werden. Sein Pflichtspieldebüt feierte er im Januar 2023 im FA Cup gegen Manchester City.
Um Spielpraxis zu sammeln, wurde er im Januar 2023 für den Rest der Spielzeit nach Deutschland zum Zweitligisten SC Paderborn 07 verliehen. Im Laufe der Rückrunde bestritt er dort insgesamt zwölf Zweitliga-Spiele, davon alle jeweils in der Startaufstellung, ehe er im Sommer 2023 zum FC Chelsea zurückkehrte. Nachdem er dort an den ersten drei Spieltagen der neuen Saison 2023/24 zweimal ohne Einsatz auf der Bank gesessen hatte, wechselte er bis zum Ende der laufenden Saison auf Leihbasis zum Zweitligisten Swansea City, wobei im Gegenzug sein Vertrag bei Chelsea bis 2027 verlängert wurde.
Nachdem er im Sommer 2024 erneut kurzzeitig nach Chelsea zurückgekehrt war, wechselte Humphreys im August 2024, zunächst ebenfalls auf Leihbasis mit anschließender Kaufoption, zum Zweitligisten FC Burnley. Mit dem Team erreichte er am Saisonende den Aufstieg in die Premier League, woraufhin ihn der Verein im Sommer 2025 fest verpflichtete.

### Nationalmannschaft
Humphreys kam im Jahr 2018 zu einem Einsatz in der U15-Nationalmannschaft und im Jahr 2019 zu zehn Einsätzen in der U16-Nationalmannschaft des englischen Fußballverbands. Mit der U19-Nationalmannschaft wurde er im Jahr 2022 U19-Europameister, wobei er während des Wettbewerbs in zwei der fünf Turnierspiele zum Einsatz kam. Mit der U20-Nationalmannschaft nahm er an der U-20-Fußball-Weltmeisterschaft 2023 in Argentinien teil und absolvierte dort alle vier Turnierspiele, ehe das Team im Achtelfinale ausschied. Von 2023 bis 2024 bestritt er zuletzt fünf Spiele mit der englischen U21-Auswahl.

## Erfolge
- U19-Europameister: 2022